# Light It Up (singel Major Lazer)
Light It Up – utwór Major Lazer pochodzący wydanego 1 czerwca 2015 roku trzeciego albumu studyjnego pt. Peace Is the Mission. W utworze gościnnie wystąpiła jamajska wokalista Nyla. Utwór notowany był na listach przebojów w Austrii, we Włoszech i w Nowej Zelandii.

## „Light It Up” (Remix)
Remiks utworu „Light It Up” został wydany jako singel 6 listopada 2015. Oprócz Nyli gościnie wystąpił w nim ghańsko-brytyjski muzyk Fuse ODG. 27 listopada ukazała rozszerzona wersja albumu studyjnego Major Lazer pt. Peace Is the Mission o nazwie Peace is the Mission Extended. Był on notowany wielu europejskich m.in. w Wielkiej Brytanii, Polsce, Holandii, Szwecji i Niemczech. Singel zyskał status złotej płyty w Niemczech i w Wielkiej Brytanii oraz platynowej w Nowej Zelandii i we Włoszech. 
1 marca 2016 roku w serwisie YouTube został opublikowany teledysk w reżyserii Sama Pillinga.
18 marca 2016 r. ukazała się włoskojęzyczna wersja „Light It Up” nagrana wspólnie z włoską piosenkarką i raperką Baby K.

## Notowania na listach przebojów
„Light It Up”
| Lista                          | Najwyższa pozycja |
| ------------------------------ | ----------------- |
| Austria (Ö3 Austria Top 40)    | 9                 |
| Włochy (Top 20 Singles)        | 4                 |
| Nowa Zelandia (Top 40 Singles) | 16                |

„Light It Up” (Remix)
| Lista                                                | Najwyższa pozycja |
| ---------------------------------------------------- | ----------------- |
| Belgia (Flandria) (Ultratop 50 Singles)              | 4                 |
| Belgia (Flandria) (Billboard Dance)                  | 1                 |
| Belgia (Wallonia) (Ultratop 50 Singles)              | 6                 |
| Belgia (Walonia) (Billboard Dance)                   | 1                 |
| Kanada (Billboard Canadian Hot 100)                  | 32                |
| Czechy (Rádio – Top 100)                             | 6                 |
| Dania (Track Top-40)                                 | 10                |
| Finlandia (Top 20 Singles)                           | 6                 |
| Francja (Top 200 Singles)                            | 12                |
| Niemcy (Top 100 Singles)                             | 4                 |
| Węgry (Dance Top 40)                                 | 11                |
| Węgry (Rádiós Top 40)                                | 15                |
| Irlandia (Top 50 Singles)                            | 5                 |
| Holandia (Dutch Top 40)                              | 2                 |
| Holandia (Single Top 100)                            | 2                 |
| Norwegia (Top 20 Singles)                            | 5                 |
| Polska (AirPlay – Top)                               | 3                 |
| Szkocja (Top 40 Scottish)                            | 13                |
| Hiszpania (Top 50 Singles)                           | 14                |
| Szwecja (Top 60 Singles)                             | 3                 |
| Szwajcaria (Singles Top 100)                         | 7                 |
| Wielka Brytania (Top 40 Indie Singles)               | 1                 |
| Wielka Brytania (Top 40 Dance Singles)               | 2                 |
| Wielka Brytania (Singles Top 100)                    | 7                 |
| Stany Zjednoczone (Hot 100)                          | 75                |
| Stany Zjednoczone (Pop Songs)                        | 38                |
| Stany Zjednoczone (Dance/Electronic Songs)           | 6                 |
| Stany Zjednoczone (Billboard Dance/Show Mix Airplay) | 1                 |

## Certyfikaty
| Kraj                  | Certyfikat         | Sprzedaż |
| --------------------- | ------------------ | -------- |
| Niemcy (BVMI)         | złota płyta        | 200 000+ |
| Nowa Zelandia (RMNZ)  | platynowa płyta    | 15 000+  |
| Polska (ZPAV)         | złota płyta        | 25 000+  |
| Wielka Brytania (BPI) | złota płyta        | 600 000+ |
| Włochy (FIMI)         | 2× platynowa płyta | 100 000+ |